# Cassadee Pope
Cassadee Blake Pope (sinh ngày 28 tháng 8 năm 1989) là một ca sĩ, nhạc sĩ người Mỹ và là giọng ca chính của ban nhạc pop rock Hey Monday (ban nhạc hiện nay đang bị gián đoạn kể từ tháng 12 năm 2011). Với ban nhạc, cô phát hành album Hold on Tight và ba đĩa đơn. Pope bắt tay vào sự nghiệp solo được công bố vào tháng 12 năm 2011, nhưng vẫn trấn an người hâm mộ rằng ban nhạc sẽ không "tan rã". Vào đầu năm 2012, cô có tour diễn solo acoustic đầu tiên của mình trước khi phát hành đĩa đơn đầu tay vào tháng 5 năm sau. Cô đã tham gia vào mùa giải thứ ba của The Voice US (đài NBC) và đã được giành chiến thắng ngày 18 Tháng 12 2012. Pope trở thành nữ thí sinh chiến thắng đầu tiên của The Voice. Album solo nhạc đồng quê đầu tay, Frame by Frame, được phát hành vào ngày 08 tháng 10 năm 2013. Đứng thứ 9 trên bảng xếp hạng Billboard 200 và đứng nhất trên bảng xếp hạng Top Country Albums, Wasting All These Tears lọt Top 10 đĩa đơn nhạc đồng quê.

## Cuộc sống và sự nghiệp

### Thời thơ ấu và trưởng thành
Cô từng đoạt giải thưởng St Ann trường nhạc Jazz và bắt đầu như một ca sĩ khi ở trường trung học ở West Palm Beach. Pope đã hẹn hò với Rian Dawson, tay trống của All Time Low.

### Bắt đầu sự nghiệp và Hey Monday: 2008-2011

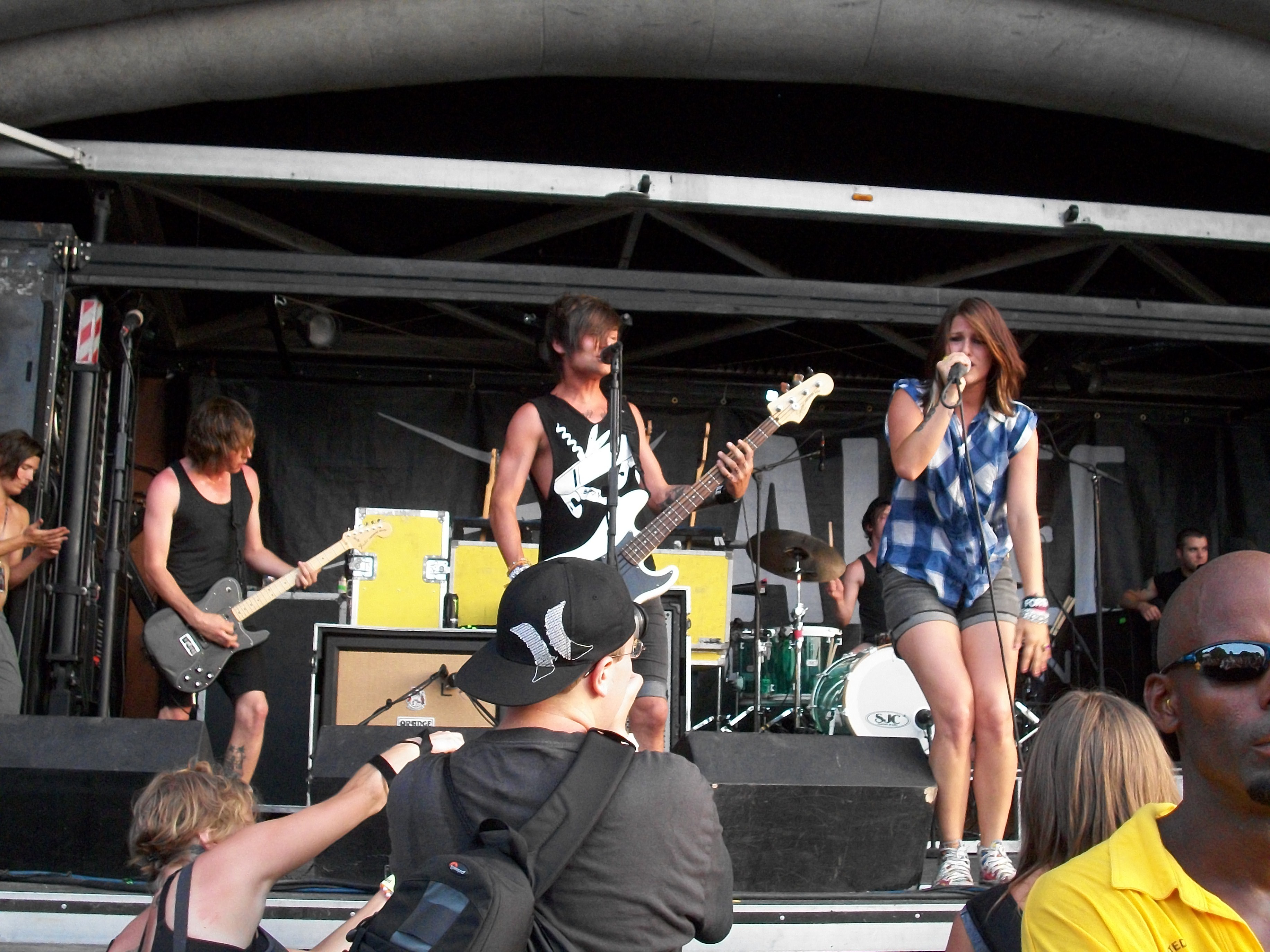
Ban nhạc Hey Monday trình diễn năm 2010

Trong khi ở trường trung học Wellington ở Wellington, Florida, Pope thành lập ban nhạc Blake với người bạn thân Mike Gentile. Dự án đã giải tán trước khi được ký kết và trong năm 2008, cô và Gentile cùng với Alex Lipshaw, Michael "Jersey" Moriarty, và Elliot James thành lập ban nhạc punk pop Hey Monday. Hey Monday phát hành album studio đầu tiên của họ, Hold on Tight, trong tháng 10 năm 2008. Pope đã viết hai bài hát và là đồng tác giả của chín bài hát khác. Cô xuất hiện trong video của Fall Out Boy America's Suitehearts, từ album Folie à Deux năm 2008 của họ. Cô cũng là khách mời góp giọng cho bản phối lại ca khúc Take My Hand của The Cab, đã xuất hiện trên băng phối nhạc của Fall Out Boy, Welcome to the New Administration, và xuất hiện trong video âm nhạc cho bài hát vào mùa hè sau năm 2009. Cô đã có một vai khách mời, diễn lại chính mình trong phim truyền hình Degrassi: The Next Generation, Degrassi Goes Hollywood, cùng với Pete Wentz. Thành viên Elliot James của Hey Monday rời khỏi ban nhạc vào cuối năm 2009. Đĩa đơn đầu tiên của Hey Monday Beneath It All đã được phát hành trong tháng 8 năm 2010. Đĩa đơn The Christmas đã được phát hành vào ngày 6 tháng 12 năm 2011. Tiếp theo một thời gian sau đó là thông báo rằng nhóm Hey Monday sẽ có một thời gian gián đoạn không xác định, trong khi các thành viên trong ban nhạc theo đuổi các dự án cá nhân, và Pope sẽ solo. Cũng trong năm 2010, Pope và phần còn lại của Hey Monday cùng với các thành viên từ Stereo Skyline xuất hiện trên một tập phim của chương trình MTV được gọi là "Silent Library; Celebrity Edition". Hey Monday lưu diễn với nhiều ban nhạc như Fall Out Boy, All Time Low và Yellowcard. Pope đã biểu diễn trực tiếp bài hát We'll Be a Dream của We the Kings, thay thế cho Demi Lovato (Giọng hát được lựa chọn ban đầu cho ca khúc) cũng như hát trực tiếp cho Yellowcard, The Academy Is..., All Time Low, Attack Attack!, The Cab, Cobra Starship, Fall Out Boy, This Providence, và I See Stars.

### Sự nghiệp solo và The Voice: 2012-2014
Vào đầu năm 2012, Pope bắt tay vào tour diễn solo đầu tiên của cô tại phía đông và bờ biển phía tây. Cô đã phát hành đĩa đơn đầu tay của cô mang tên Cassadee Pope EP vào ngày 22 tháng năm 2012, với bốn bài hát, Original Love, Secondhand, I Guess We're Cool, và Told You So. Tất cả các bài hát trong EP đều được viết bởi Pope. Cô thử giọng cho mùa giải thứ ba của cuộc thi hát nổi tiếng, The Voice US vào mùa hè và tất cả bốn huấn luyện viên đều đã lựa chọn cung cấp cho cô một vị trí trong đội của họ. Cô cuối cùng đã chọn ca sĩ nhạc đồng quê Blake Shelton để là huấn luyện viên của mình. Trong đêm thi trực tiếp thứ ba, Pope thể hiện ca khúc Over You, ca khúc đồng sáng tác bởi người thầy Shelton về anh trai của ông đã chết trong một tai nạn xe hơi; Pope cống hiến bài hát với ý nghĩa như ông nội tuyệt vời của cô đã qua đời khi cô còn nhỏ. Bài hát đã đạt số một trên bảng xếp hạng iTunes, khiến ca khúc Gangnam Style của ca sĩ người Hàn PSY xuống vị trí thứ hai. Cô là thí sinh nữ duy nhất có mặt trong Top 4, nơi cô biểu diễn ca khúc Stupid Boy của ca sĩ nhạc đồng quê Keith Urban, và tiếp tục đạt số một trên iTunes. Cô tiến đến trận chung kết của The Voice cùng với Terry Mcdermott cùng là thí sinh trong đội Blake và giành chiến thắng. Pope trở thành nữ thí sinh chiến thắng đầu tiên của The Voice. Một album tổng hợp các buổi biểu diễn của cô trên The Voice mang tên "The voice:The Complete Season 3 Collection" đứng ở vị trí thứ 1 trên Heatseekers và bán ra 11.000 bản trong tuần đầu tiên, và hơn 8.000 bản trong tuần sau. Đĩa đơn của cô cũng xuất hiện lại tại bảng xếp hạng ở vị trí thứ 42, bán 1.000 bản. Pope thể hiện ca khúc Stand tại New Year's Eve with Carson Daly, và sau đó thể hiện ở đêm mà với nhóm Train thắng giải thưởng Grammy tại sân khấu NIVEA Kiss tại Quảng trường Times ở thành phố New York. 
Vào tháng 1 năm 2013, Pope đã ký kết với hãng âm nhạc Republic Nashville, một dấu ấn của Big Machine Records. Cô hiện đang làm việc cho album đầu tay của cô sẽ được phát hành vào mùa thu năm 2013. Cô cũng đã thực hiện một số bài hát cô đã viết cho album, trong đó có "Wasting All These Tears" (cũng là đĩa đơn đầu tiên của cô sau chiến thắng), và một số bài hát như "Good Times"," "Easier to Lie," "Break Your Heart," "Champagne," và "You Hear a Song". Đĩa đơn chính của album đầu tay, "Wasting All These Tears" sẽ được phát hành vào ngày 04 tháng 6 năm 2013.

### Biểu diễn trên The Voice
| Vòng                | Bài hát                   | Kết quả                                                      |
| ------------------- | ------------------------- | ------------------------------------------------------------ |
| Thử giọng giấu mặt  | "Torn"                    | Cả bốn chiếc ghế của HLV xoay lại và Pope chọn Blake Shelton |
| Vòng đấu loại       | "Not over you"            | Chiến thắng                                                  |
| Vòng loại trực tiếp | Payphone                  | Chiến thắng                                                  |
| Đêm thi trực tiếp   | "My Happy Ending"         | Được lưu vào Top 12 (Khán giả bình chọn)                     |
| Top 12              | "Behind These Hazel Eyes" | An toàn                                                      |
| Top 10              | "Over You"                | An toàn                                                      |
| Top 8               | "Are You Happy Now?"      | An toàn                                                      |
| Top 6               | "Stand" và "I'm With You" | An toàn                                                      |
| Top 4               | "Stupid Boy"              | An toàn                                                      |
| Top 3 (chung kết)   | "Cry"                     | Chiến thắng                                                  |